# Somlóvecse
Somlóvecse je vas na Madžarskem, ki upravno spada pod podregijo Ajkai Županije Veszprém.